# 尼努尔塔-阿帕尔-伊库尔
尼努尔塔-阿帕尔-伊库尔（英語：Ninurta-apal-Ekur）（？—前1180年），中亚述时期的亚述国王（公元前1192年—公元前1180年在位）恩利尔-库杜里-乌苏尔死后篡位，在位12年。他颁布法令，规范统治秩序。
| 前任： 恩利尔-库杜里-乌苏尔 | 亚述国王 前1192年－前1180年 | 繼任： 亚述-丹一世 |